# Scolecitrichopsis elongatus
Scolecitrichopsis elongatus is een eenoogkreeftjessoort uit de familie van de Scolecitrichidae. De wetenschappelijke naam van de soort is voor het eerst geldig gepubliceerd in 1970 door Grice & Hulsemann.